# بروس دالي
بروس دالي (بالإنجليزية: Bruce Dale)‏ هو مصور أمريكي، ولد في 1938.